# Eduardo Pereiras Hurtado
Eduardo Pereiras Hurtado (Arcos de la Frontera, 1929 - Jerez de la Frontera, 17 de mayo de 2003) fue un fotógrafo e historiador de la fotografía español.

## Trayectoria
Muy joven se trasladó con su familia a Jerez. Alternó sus estudios con clases de dibujo y literatura en la Escuela de Arte y Oficios Artísticos de Jerez.
El ambiente familiar propició su afición a la fotografía, ya que su padre era un fotógrafo reconocido en la zona.
A lo largo de su vida, ya como profesional de la fotografía, sus trabajos recibieron diferentes galardones en concursos, destacando:  Revista Mundo Hispánico (1955), Premio Nacional de Fotografía Turística (en dos ocasiones, 1971 y 1973), Fiesta de la Vendimia de Jerez (en seis ocasiones 1977,1978,1982, 1984, 1985 y 1986). 
Sus obras se reprodujeron en numerosos carteles editados por instituciones nacionales, provinciales y locales como el Ministerio de Información y Turismo, Ministerio de Cultura,  y los Ayuntamientos de Jerez, Rota o Puerto de Santa María entre otros.
Su labor como investigador e historiador de la fotografía en Jerez se plasma en numerosos artículos,reivindicando las figuras de diferentes autores locales como Diego de Agreda y Campua
Una calle en Jerez lleva su nombre a petición de la asociación cultural jerezana,Cine-Club Popular

## Obras
- Donde Jerez sueña (Caja de Ahorros de Jerez. Jerez, 1986)
- Andalucía en Blanco y Negro (Espasa.Madrid, 1999), Coautor junto a José Manuel Holgado Brenes.
- La fotografía en Jerez del siglo XIX (Servicio de Publicaciones del Ayuntamiento de Jerez de la Frontera. 2000)
- Rota, el esplendor de ayer (Fundación Alcalde Zoilo Ruiz-Mateos. Rota, 2002)